# Ihor Petrow
Ihor Hryhorowycz Petrow, ukr. Ігор Григорович Петров, ros. Игорь Григорьевич Петров, Igor Grigorjewicz Pietrow (ur. 30 stycznia 1964 w Gorłówce) – były radziecki i ukraiński piłkarz grający na pozycji pomocnika, a wcześniej napastnika, reprezentant Ukrainy, trener piłkarski. Obecnie „minister sportu” t.zw. Donieckiej Republiki Ludowej.

## Kariera piłkarska

### Kariera klubowa
Wychowanek Szkoły Piłkarskiej w Gorłowkie. W 1973 występował w drużynie dziecięcej, a od 1979 w zespole Koczeharka Gorłówka. W 1980 został piłkarzem miejscowego klubu Szachtar Gorłówka, skąd w następnym roku przeszedł do Szachtara Donieck, w którym występował 11 sezonów. Po rozpadzie ZSRR w 1991 wyjechał zagranicę, gdzie bronił barw izraelskich klubów Beitar Tel Awiw i Maccabi Ironi Aszdod. W 1994 powrócił do Szachtara. W latach 1996–1998 występował w Metałurhu Donieck. Potem ponownie wrócił do Szachtara, w którym zakończył karierę piłkarską.

## Kariera reprezentacyjna
7 września 1994 roku debiutował w narodowej reprezentacji Ukrainy w pierwszym oficjalnym meczu kwalifikacyjnym do Euro-96 z Litwą, przegranym 0:2. Był pierwszym kapitanem drużyny narodowej w oficjalnych meczach. Łącznie rozegrał 3 gry reprezentacyjne.

## Kariera trenerska
Po zakończeniu kariery piłkarskiej rozpoczął pracę trenerską. W latach 1998–1999 pomagał trenować Szachtar Donieck. Od 2005 pracował na stanowisku głównego trenera Olimpika Donieck. 8 września 2012 został zwolniony z zajmowanego stanowiska. 11 czerwca 2013 objął stanowisko głównego trenera Sławutycza Czerkasy. 19 grudnia 2013 podał się do dymisji.

## Sukcesy i odznaczenia

### Sukcesy klubowe
- zdobywca Pucharu ZSRR: 1983
- finalista Pucharu ZSRR: 1985, 1986
- zdobywca Pucharu sezonu ZSRR: 1984
- wicemistrz Ukrainy: 1998
- zdobywca Pucharu Ukrainy: 1995

### Sukcesy reprezentacyjne
- brązowy medalista Europy U-18: 1982
- uczestnik turnieju finałowego Mistrzostw Świata U-20: 1983

### Sukcesy indywidualne
- wybrany do listy 33 najlepszych piłkarzy roku Ukraińskiej SRR: 1988 (nr 2)
- laureat plebiscytu na najlepszego piłkarzy Mistrzostw Ukrainy: 1994 (3. miejsce)
- laureat plebiscytu na króla strzelców ZSRR: 1986 (4. miejsce), 1988 (5. miejsce)
- laureat plebiscytu na króla strzelców Mistrzostw Ukrainy: 1995 (4. miejsce)
- pierwszy kapitan reprezentacji Ukrainy w oficjalnych meczach.

### Odznaczenia
- tytuł Mistrza Sportu ZSRR: 1982
- tytuł Mistrza Sportu Ukrainy: 1995
- Medal "Za pracę i zwycięstwo": 2011[5]